# トウキョウもっと!2元気計画研究所
トウキョウもっと!2元気計画研究所（トウキョウもっともっとげんきけいかくけんきゅうじょ）は、東京メトロポリタンテレビジョン (TOKYO MX) において放送される、東京都議会提供の広報番組である。不定期に放送される。再放送がある。

## 概要
今日的なテーマについての問題点を提起し、取材した映像や「研究員」による解説・実演を交えて東京都議会議員に解決案を示すとともに、東京都政に沿った討論を行う。東京都議会議員は、この解決案についての納得度を、積み木状の赤い物体を透明なケースに積み重ねて表示する。この積み木状の赤い物体1個につき納得度10%とし、最大10個積み重ねることができる（この場合の納得度は100%）仕組みである。
2009年3月21日放送分までの番組名はトウキョウもっと!元気計画研究所。2009年11月8日放送分より現行の番組名となる（日付は、いずれも初回放送時）。

## 出演者
括弧内に、番組における役名を示す。
- 東貴博（所長）
  - 司会者。
- 辻満里奈（助手）
  - アシスタント。
- 東京都議会議員
  - 議席数の多い4会派に所属する東京都議会議員が出演する。ただし、番組冒頭の紹介は、会派名でなく所属党派の名称で、会派別議席数の多い順にされる。会派別議席数および会派名・所属党派については、東京都議会#会派を参照されたい。
- 各回のテーマに関する専門家（研究員）

### 過去の出演者
- いとうせいこう（所長）
- 一戸奈美（助手）

## スタッフ
2012年3月17日初回放送分。
- ナレーター：寺瀬今日子
- 構成：松林美妃
- スタジオ技術
  - TD：立川良太
  - カメラ：笠上大一
  - 音声：奈良和孝
  - 照明：日下圓
  - VE：日高節夫
  - VTR：今井研
- スタジオ美術
  - デザイン：廣田徳弘
  - 美術進行：岩田有立
- メイク：金具光恵
- タイトル：石井将基
- TK：高橋利恵子
- 音効：岡戸久幸
- 編集：中村武 (3one)
- MA：田村陽介 (3one)
- 技術協力：千代田ビデオ、3one、アイエヌジー
- AD：小池彩
- 演出：高森大資
- プロデューサー：羽立甲治 (テレコムスタッフ)、佐藤仁 (TOKYO MX) 、太田賢 (TOKYO MX)
- 制作：テレコムスタッフ
- 製作・著作：TOKYO MX